# Iphyria macconnelli
Iphyria macconnelli är en mångfotingart som först beskrevs av Pocock 1900.  Iphyria macconnelli ingår i släktet Iphyria och familjen Chelodesmidae. Inga underarter finns listade i Catalogue of Life.